# Maria Maddalena d'Austria
Maria Maddalena d'Austria (Graz, 7 ottobre 1589 – Passavia, 1º novembre 1631) è stata granduchessa di Toscana come moglie di Cosimo II de' Medici.

## Biografia

### Infanzia
Era la figlia di Carlo II, arciduca d'Austria, e di sua moglie, Maria Anna di Baviera.

### Matrimonio
Nel 1608 sposò l'erede al trono di Toscana, che l'anno successivo divenne granduca col nome di Cosimo II. Ferdinando I de' Medici, il padre di Cosimo, organizzò questo matrimonio per placare l'animosità della Spagna (dove la sorella di Maria Maddalena era la regina in carica) verso la Toscana, che fino ad allora aveva avuto matrimoni filo-francesi.

### Reggente
Dopo la prematura morte del marito nel 1621, si dedicò con la suocera Cristina di Lorena all'educazione dei figli, in particolare del futuro granduca Ferdinando II, ebbe inoltre in eredità il governo della città di San Miniato fino alla morte e si adoperò affinché la cittadina divenisse Diocesi.
Si interessò di scienze e procurò ai suoi figli un'educazione lungimirante scegliendo come precettori alcuni scienziati allievi di Galileo Galilei.

### Morte
Durante un viaggio di stato in direzione di Vienna per incontrare il fratello, l'imperatore Ferdinando II, dopo aver visitato l'altro fratello Leopoldo a Innsbruck, Maria Maddalena morì improvvisamente a Passavia, il 1º novembre 1631.
Nel 1857, durante una prima ricognizione delle salme dei Medici, così venne ritrovato il suo corpo: 

## Discendenza
Maria Maddalena e Cosimo ebbero otto figli:
- Maria Cristina de' Medici (24 agosto 1609-9 agosto 1632), nata deforme o ritardata, fu rinchiusa nel convento delle Monache di Santo Stefano chiamato la Santissima Concezione nel 1619, ma non prese mai i voti;
- Ferdinando II de' Medici (14 luglio 1610-23 maggio 1670), sposò Vittoria della Rovere.
- Gian Carlo de' Medici (24 luglio 1611-23 gennaio 1663);
- Margherita de' Medici (31 maggio 1612-6 febbraio 1679), sposò Odoardo I Farnese;
- Mattias de' Medici (9 maggio 1613-14 ottobre 1667);
- Francesco de' Medici (16 ottobre 1614-25 luglio 1634);
- Anna de' Medici (21 luglio 1616-11 settembre 1676), sposò Ferdinando Carlo d'Austria;
- Leopoldo de' Medici (6 novembre 1617-10 novembre 1675).

## Ascendenza
|                           |                         |                          | Genitori                   |  |  | Nonni |  |  | Bisnonni               |  |  | Trisnonni              |  |
|                           |                         |                          |                            |  |  |       |  |  | Filippo I di Castiglia |  |  | Massimiliano I del SRI |  |
|                           |                         |                          |                            |  |  |       |  |  | Filippo I di Castiglia |  |  | Massimiliano I del SRI |  |
|                           |                         | Maria di Borgogna        |                            |  |  |       |  |  | Filippo I di Castiglia |  |  |                        |  |
| Ferdinando I del SRI      |                         |                          |                            |  |  |       |  |  | Filippo I di Castiglia |  |  |                        |  |
|                           |                         | Giovanna di Castiglia    | Ferdinando II d'Aragona    |  |  |       |  |  |                        |  |  |                        |  |
|                           |                         | Giovanna di Castiglia    | Ferdinando II d'Aragona    |  |  |       |  |  |                        |  |  |                        |  |
|                           |                         | Giovanna di Castiglia    | Isabella di Castiglia      |  |  |       |  |  |                        |  |  |                        |  |
| Carlo II d'Austria        |                         | Giovanna di Castiglia    |                            |  |  |       |  |  |                        |  |  |                        |  |
|                           |                         | Ladislao VII Jagellone   | Casimiro IV Jagellone      |  |  |       |  |  |                        |  |  |                        |  |
|                           |                         | Ladislao VII Jagellone   | Casimiro IV Jagellone      |  |  |       |  |  |                        |  |  |                        |  |
|                           |                         | Ladislao VII Jagellone   | Elisabetta d'Asburgo       |  |  |       |  |  |                        |  |  |                        |  |
| Anna Jagellone            |                         | Ladislao VII Jagellone   |                            |  |  |       |  |  |                        |  |  |                        |  |
|                           |                         | Anna di Foix             | Gastone II di Foix-Candale |  |  |       |  |  |                        |  |  |                        |  |
|                           |                         | Anna di Foix             | Gastone II di Foix-Candale |  |  |       |  |  |                        |  |  |                        |  |
|                           |                         | Anna di Foix             | Caterina di Navarra        |  |  |       |  |  |                        |  |  |                        |  |
| Maria Maddalena d'Austria |                         | Anna di Foix             |                            |  |  |       |  |  |                        |  |  |                        |  |
|                           | Guglielmo IV di Baviera | Alberto IV di Baviera    |                            |  |  |       |  |  |                        |  |  |                        |  |
|                           | Guglielmo IV di Baviera | Alberto IV di Baviera    |                            |  |  |       |  |  |                        |  |  |                        |  |
|                           | Guglielmo IV di Baviera | Cunegonda d'Austria      |                            |  |  |       |  |  |                        |  |  |                        |  |
| Alberto V di Baviera      | Guglielmo IV di Baviera |                          |                            |  |  |       |  |  |                        |  |  |                        |  |
|                           |                         | Maria Giacomina di Baden | Filippo I di Baden         |  |  |       |  |  |                        |  |  |                        |  |
|                           |                         | Maria Giacomina di Baden | Filippo I di Baden         |  |  |       |  |  |                        |  |  |                        |  |
|                           |                         | Maria Giacomina di Baden | Elisabetta del Palatinato  |  |  |       |  |  |                        |  |  |                        |  |
| Maria Anna di Baviera     |                         | Maria Giacomina di Baden |                            |  |  |       |  |  |                        |  |  |                        |  |
|                           |                         | Ferdinando I del SRI     | Filippo I di Castiglia     |  |  |       |  |  |                        |  |  |                        |  |
|                           |                         | Ferdinando I del SRI     | Filippo I di Castiglia     |  |  |       |  |  |                        |  |  |                        |  |
|                           |                         | Ferdinando I del SRI     | Giovanna di Castiglia      |  |  |       |  |  |                        |  |  |                        |  |
| Anna d'Austria            |                         | Ferdinando I del SRI     |                            |  |  |       |  |  |                        |  |  |                        |  |
|                           |                         | Anna Jagellone           | Ladislao II di Boemia      |  |  |       |  |  |                        |  |  |                        |  |
|                           |                         | Anna Jagellone           | Ladislao II di Boemia      |  |  |       |  |  |                        |  |  |                        |  |
|                           |                         | Anna Jagellone           | Anna di Foix               |  |  |       |  |  |                        |  |  |                        |  |
|                           |                         | Anna Jagellone           |                            |  |  |       |  |  |                        |  |  |                        |  |